# Citroën-Kégresse
El Citroën-Kégresse fue un automóvil semioruga cuyo sistema de tracción trasero constituyó una de las mayores innovaciones en la industria del automóvil de principios del siglo XX, siendo de los primeros vehículos auténticamente todoterreno. En el sistema Kégresse está el origen de los semiorugas M2 y M3. 

## Historia y desarrollo

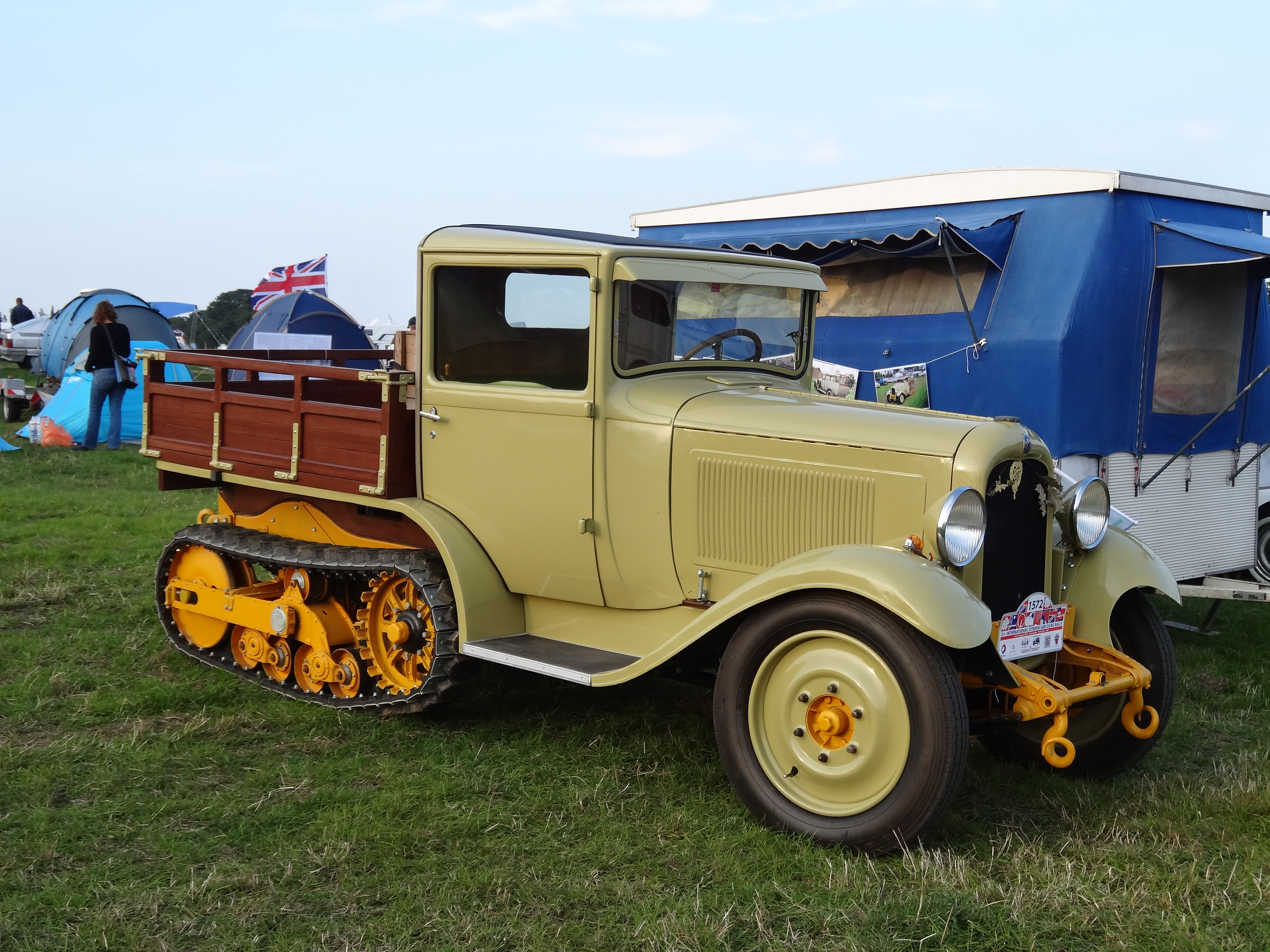
Un Citroën P17 C Kégresse con base en un C4 de 1933 en el Rally Internacional Citroën Car Clubs de 2012 en Harrogate, North Yorkshire.

El técnico e inventor francés Adolphe Kégresse  ingeniero de los garajes imperiales, así como director técnico de todos los servicios de automoción del zar Nicolás II creó un sistema de tracción por oruga adaptable a los ejes motrices de los automóviles convencionales. Este sistema fue aplicado a algunos de los vehículos de las cocheras del zar Nicolás II para desplazarse por la nieve y terrenos difíciles; el primero en ser adaptado fue un Ruso Balt 24-30 y más tarde un Packard Twin Six. Kégresse obtuvo la patente en 1913.
Al estallar la Revolución Rusa, Kégresse se refugia en Finlandia y más tarde vuelve a Francia con los planos de su invento. Su amigo, el industrial y economista, Georges Schwob d'Héricourt le pone en contacto con el fabricante de automóviles y socio de la firma Citroën Paul Hinstin, junto al que transformó una pequeña serie de unidades de dicha marca. Este, decide enseñárselos en una demostración al propio André Citroën, quien quedó impresionado por el rendimiento y las cualidades para el franqueo de obstáculos de los vehículos, muy superiores a la de otros modelos de la época. Esto les llevó a comprar la patente y poner en marcha un proyecto al crear la Société Citroën-Kégresse-Hinstin, dedicada a la transformación de vehículos en semiorugas, especialmente partiendo de la base de modelos Citroën.
El sistema de tracción Kégresse se basaba en que cada rueda motriz era reemplazada por dos grandes rodamientos que movían una banda sinfín de caucho haciendo desplazarse el vehículo. Los resortes elásticos (ballestas) originales del automóvil fueron suprimidos y, en su lugar la articulación y apoyo del conjunto lo garantizaban unos balancines, situados a la derecha e izquierda, y una serie de rodillos dispuestos sobre cilindros verticales que encerraban unos muelles. En general, la rueda principal y grande de delante era la rueda dentada motriz, mientras que la otra, la trasera, actuaba como rueda guía y tensora de la oruga de goma. Este mecanismo conseguía que el vehículo se mantuviese en contacto con el suelo en todo momento y no se elevase el tren delantero al sobrepasar un obstáculo. Las principales ventajas del sistema en comparación con las orugas metálicas convencionales eran su ligereza y un funcionamiento relativamente silencioso, por lo que eran perfectos como vehículos de reconocimiento, su mayor inconveniente era el rápido desgaste de la banda sin fin; se estimaba que era necesario reemplazarlas después de recorrer 2000 km, frente a los 6000 km o más de las pistas metálicas.
En 1920 construyó varios prototipos basados en los primeros trabajos realizados en Rusia; estos, derivados del automóvil B2 y designados Tipo B, son el comienzo de la fabricación por Citroën del K1 de 1921, primer modelo comercializado y a los que le seguirán los P4T de 1924, P7T de 1926 y P10 de 1928, todos ellos con motor de 4 cilindros, así como el P15N de 1928 con motor de 6 cilindros.
Más tarde aparecerán los Citroën-Kégresse P17/19; este semioruga partía de la evolución del chasis de un modelo Citroën C6 con la carrocería adelantada, gracias a la instalación del motor C4F, más corto que el seis cilindros de origen y cortado por detrás de los asientos traseros para aumentar el espacio de carga. La construcción se reforzó y simplificó (con vistas a un posible desmontaje) y todos los espacios libres se aprovecharon para crear huecos de carga, además de anclajes para bidones de agua y un depósito de combustible de gran capacidad con una bomba eléctrica que alimentaba al depósito normal. Uno de los elementos que más destaca es el rodillo de la parte frontal, que le ayuda al franqueo de obstáculos. Otro de los elementos imprescindibles era el cabrestante mecánico de 80 m de cable con salida por delante y por detrás del vehículo.

## Modelos
Tipo K1 (1921-1924)
Basado en el automóvil Citroën B2 10 CV fue el primer modelo en ser comercializado, siendo usado por el ejército francés y el de otros países. También fue utilizado para una gran variedad de fines civiles como turismo (deportes de invierno) y uso agrícola. Cinco K1 especialmente equipados para tal fin se utilizaron para la primera travesía del Sahara en 1920.
Tipo P4 T (1924-1925)
Tomando como base los B2 / B10 / B12 de 10 cv, es el sucesor directo del K1. Fácilmente reconocible del K1 por el radiador plano con sus 9 elementos separados, fue también comercializado para múltiples propósitos y usos militares. Las especificaciones técnicas y el diseño del sistema Kégresse difieren poco del K1. Este modelo fue el utilizado en el famoso Crucero Negro; se les amplió la refrigeración con un radiador central similar al del PT y dos grandes radiadores adicionales en los lados. En 1923 es presentado el automóvil blindado M3 con carrocería Schneider & Cie y el propulsor del Tipo K1 diseñado para una tripulación de tres hombres. En enero de 1925, 16 vehículos blindados P4 T son entregados a la caballería. En principio iban a servir en el Protectorado francés de Marruecos, pero finalmente fueron enviados al  Mandato francés de Siria y el Líbano, donde se utilizan hasta 1941. Estos vehículos equipados con una torreta tenían una tripulación de tres hombres (un conductor y dos artilleros). En la actualidad, un ejemplar se oxida lentamente en Afganistán.
Tipo P6 (1924-1925)
Nunca comercializado, especialmente diseñado para la empresa »Citracit« (Compagnie Transafricaine Citroën) para las rutas del Sahara. Solo fueron fabricados unas cuantas unidades con motores Mors 4 cilindros de 2,8 l (15 CV). Las ruedas tractoras eran más grandes, con un diámetro de 700 mm. Pero los automóviles, fueron suministrados más tarde con el sistema de vías del P4 T. Al resultar un fracaso dicho proyecto, (que le costó a A. Citroën 15 millones de francos) estos ejemplares fueron vendidos al ejército francés.
En 1924 el Ejército Real de Dinamarca envió un camión Triangel 2T a la factoría Citroën, para equiparlo con un sistema semioruga Kegresse P6. Después de una serie de pruebas, se enviaron otros dos camiones a Francia. Al mismo tiempo, se equipó un camión de 3T en la fábrica de Triangel en Odense. En el período 1925 - 27 ambos tipos fueron probados en los 6.º y 7.º regimientos de artillería.
Tipo P2T (1924-1925)
Otro semioruga para Citracit no comercializado. Basado en el auto tipo FS, motor Mors de 15 cv. El sistema de tracción era especial, con tracción sobre las ruedas delanteras. Una característica adoptada en modelos posteriores. El número producido fue muy reducido.
Tipo P7T (1925-1927)
Desarrollo muy similar al P4T, pero con el sistema Kégresse girado 180 °; la fuerza de tracción estaba en las ruedas delanteras en lugar de las de la parte trasera; en consecuencia, el eje trasero se mueve hacia delante y el eje de transmisión es más corto. El motor era el de un B12. Por lo demás el diseño es idéntico al P4T, con las orugas de caucho moldeado en una sola pieza. Al igual que sus predecesores, el P7T estaba disponible en muchas variantes y estilos de carrocería tanto para usos civiles como militares.
Tipo P7bis (1927-1928)
Con este modelo empieza una nueva era: el sistema Kegresse es completamente rediseñado; incluye un nuevo tipo de orugas con soportes de metal y almohadillas de goma en el exterior, y tres filas de bloques de goma en el interior. La fila en el centro de la banda se mantiene centralizado en las ruedas y rodillos. Las filas a lo largo de los bordes se dedican a la polea de tracción. Todas las piezas están atornilladas a la oruga de goma. Aparte de esto, no hay diferencias con respecto al P7T. (El P7bis no es un nombre oficial).
Tipo P10 (1928-1929)
Este modelo es considerado como el primer representante de la "segunda generación" de los semiorugas Citroën. Basado principalmente en el turismo C4 y más tarde representado por el P17. (también aparecieron modelos de 6 cilindros por primera vez en 1928, basados en el C6). Los primeros P10 parecen tener el estilo de la carrocería del Citroën B14, pero pronto fueron adaptados los componentes del C4, tales como la parrilla del radiador, el capó, etc. Era propulsado por el motor de 1539 cm³, (70x100) del B14G. Muchas otras partes mecánicas eran de los camiones B14 y B15. El sistema Kégresse era idéntico al del P7bis, pero antes de que el P10 derivara en el P17 se añadió un quinto rodillo en la parte superior de "equilibrio" para ayudar al guiado de las orugas.
Tipo P17 (1929-1934)
No hay diferencia visual con los últimos P10. El P17 es el primer modelo en integrar todos los aspectos más importantes del C4, incluyendo el motor de 1628 cm³ (72x100). El eje trasero (incluyendo la rueda frontal) es fijo en el P10 pero ahora es montada de manera flexible lo que permite un movimiento vertical. Siendo producido durante más de 5 años, el P17 pasa a través de una evolución, a partir del P17A (apenas un nombre oficial) y el P17B. Aunque principalmente basado en C4, estos modelos se construyen con el chasis del B15, un camión ligero derivado del B14. El peso del chasis (sin carrocería, vacío) es de 1200 kg. El P17C aparece en 1932, ahora con el motor de 1767 cm³ (75x100) del C4G. Esta es probablemente también la etapa en que a los P17 se construyen con el nuevo chasis, diseñado para este fin: Es plano y el peso de la cabina vacía aumenta a 1470 kg. El P17C es seguido por los P17D y P17E, con modificaciones menores. El P17 fue el modelo con las cifras de producción más altos. Algunas fuentes indican que para el ejército francés fueron entregados más de 1700 vehículos y Citroën también suministró a ejércitos de otros países. El ejército de Estados Unidos) evaluó un autochenille P17; las pruebas son concluyentes y los EE. UU. decidieron desarrollar sus propias autochenilles: James Cunningham Son & Co adquiere la patente Kégresse y presenta en 1932 un semioruga derivado del automóvil blindado M1; también el ejército polaco encarga varias unidades del P17 como tractores de artillería, estaciones de radio móviles y remolque de reflectores AA. La Wehrmacht continuó usando las unidades capturadas en 1940 bajo la designación Zugkraftwagen CI 301 (f).  El Tipo P17 fue usado también en otros cometidos tales como tareas agrícolas, silvicultura y servicios públicos.
Tipo P15 N (1928-1934)
Este modelo es el único Kégresse especialmente diseñado para conducir en la nieve. (N = neige-nieve). El P15 N es muy fácil de reconocer por las orugas extremadamente largas y 40 cm de ancho, con dos rodillos en la parte superior de la balanza para asegurar el seguimiento de las orugas. Estas grandes bandas reducían la presión en la nieve y proporcionaban un buen agarre. También aseguraban una conducción muy cómoda ya que su longitud reducía la necesidad de suspensión. El equipamiento estándar incluía esquís desmontables y un gran chapa curvada hacia arriba en la parte delantera para evitar que el automóvil se hundiera en la nieve profunda. El P15 N fue el primer Kégresse al que se le instaló el motor de seis cilindros de 2.442 cm³ y la mayoría de los elementos del cuerpo eran de la berlina C6. El P15 N fue construido para muchos usos, turismos, tanto con carrocería abierta y cerrada o vehículos utilitarios. El sistema de vía del P15 N también se utilizó para algunos vehículos blindados. Tres P15 N (NK?) fueron utilizados por el almirante Byrd por su expedición a la Antártida en 1934. El P15 NK aparece en 1932. Más grande y más pesado (chasis 1.900 kg), con caja de cambios de 4 velocidades y un motor de 3.015 cm³. El P15 N B, también conocido como P15 N 75, llega en 1933 sustituyendo al P15 N original con un chasis de 1.575 kg y el moderno motor OHV de 2650 cm³ del Citroën Rosalie.
Tipo P19 (1929-1935)
El P19 es "el hermano" de 6 cilindros del P17. El motor (así como muchos otros componentes) procedía del C6. Está considerado el Kégresse más ligero y relativamente rápido con una velocidad de crucero de más de 40 km/h. El peso del chasis era de 1.200 kg. El P19 B de 1931 es 11 cm más ancho y más pesado: 1.620 kg. En comparación con el P17 las orugas son de la misma longitud y tipo, pero el diámetro de la rueda tractora delantera es más grande y la rueda tensora posterior más pequeña. El P19 también puede ser reconocido por el capó del C6. Se ofrecían diferentes versiones de carrocería. La mayoría de los P19 fueron utilizados por los ejércitos de Francia, Bélgica y Polonia.
Tipo P20 R (1936)
En todos los aspectos técnicos, al parecer no hay diferencias con el P19, excepto el motor que es el OHV de 6 cilindros del Citroën Rosalie 15 cv y 2650 cm³. Sin embargo, algunas fuentes mencionan que el sistema de vías fue también modificado. Se sabe muy poco acerca del P20 R y su comercialización, sin duda se debe considerar como el sucesor del P19 y probablemente, también fue utilizado por el ejército.
Tipo P14 (1930-1940)
Otro Kegresse con el motor del C6, pero muy diferente en cuanto al peso y velocidad del P19. El P14 era un tractor pesado, construido sobre un chasis muy sólido y con un peso de 3 toneladas. Las ruedas tractoras tenían 11 radios (8 en el P19), las orugas también eran más largas y sólidas. El P14 se utilizó tanto en el servicio público, como tractor de artillería pesada en los ejércitos de Francia, Bélgica y Polonia. Un P14 sirvió como estación de radio móvil para el grupo Pamir en la expedición "Croisière Jaune" (Crucero Amarillo). Los ejemplares capturados por los alemanes fueron designados Zugkraftwagen Ci 306 (f).
Tipo P26 (1932-1934)
Este modelo se basaba en el popular camión de 2 toneladas C6, el motor era un 6 cilindros de 2650 cm³ con una caja de cambios de 4 velocidades. El P26 se ofrecía como un coche transformable, con la posibilidad de sustituir las orugas con ruedas normales en unas pocas horas de trabajo (lo que incluiría la sustitución completa del eje trasero y el diferencial sin engranaje reductor). El sistema de orugas es único, con solo dos rodillos, que se ejecuta en el borde de la oruga. En 1934 aparece el P26 B. Al parecer un poco más pesado (2900 kg) y con un brazo de arrastre modificado en el sistema de vías. Aunque los folletos comerciales de la época sugieren varias versiones de carrocería para diferentes propósitos, incluyendo un vehículo blindado; se cree que se fabricaron muy pocos P26.
Tipo P107 (1935-1940)
El P107 era un tractor pesado apto para remolcar y tirar. Contaba con el motor más potente de todos los Kégresse, un Unic P39 de 4 cilindros de 3454 cm³ y 62 cv. La velocidad máxima era de 46 km/h. Como la mayoría de los Kégresse, casi todos los P107 fueron utilizados por el ejército. También es el modelo con el número más alto de producción ya que se construyeron 3276 unidades entre 1937 y 1940 por la firma Société Anonyme des automobiles Unic, además de los producidos por Citroën.
Tipo P21 (1931-1936)
Este es el famoso modelo con motor de 6 cilindros (2650 cm³) basado del C6 G utilizado en la expedición  "Croisière Jaune" (Crucero Amarillo) por el Grupo China 1931-1932. Era un automóvil pesado -casi 3 toneladas-. El sistema de orugas era muy especial y muy parecido a las del P26, que apareció un poco más tarde. Solo que aquí los dos rodillos están ejecutando en la línea central de las orugas. En 1936 Citroën obtuvo una aprobación del Servicio de Minas, lo que sugiere que la producción de un P21 (P21E?) podría haber sido planeada, pero no hay ninguna pruebas de haberse vendido alguna unidad.
Tipo P112 (1936)
Un híbrido, basado en el camión T45, con orugas metálicas (no de caucho) y ruedas traseras; las orugas se podían bajar cuando era necesario. Se sabe muy poco acerca de este vehículo, y es probable que fuera solo experimental (posiblemente fabricado para el ejército francés).
Tipo P16 (1928-1931)
Automóvil blindado con orugas casi idénticas a las del P17. Designado así por el modelo de su primer motor instalado, el Panhard 17 de 4 cilindros y 60 cv. Diseñado por Citroën, sin embargo, será fabricado por la empresa Schneider & Cie, el modelo era conocido oficialmente como AMC Schneider type P16. Armamento: un cañón de 37 mm Puteaux SA 18 con una dotación de 100 proyectiles, una ametralladora coaxial Reibel (1950 cartuchos a bordo). Pesaba 6,8 t y tenía un blindaje de 11,4 mm; se construyeron unas 100 unidades.
Tipo P28 (1931-1932)
Vehículo blindado con el motor de 6 cilindros del C6 (2442 cm³) y más tarde con un motor de 3.015 cm³. Las orugas son casi idénticas a las del P26 si no las mismas. 50 unidades fueron utilizadas por el ejército francés en 1933 y tres fueron vendidos a Uruguay.
Tipo P104 (1934)
Automóvil blindado con motor de 6 cilindros de 3015 cm³ y el sistema de tracción del P28.
Tipo P103 (1935)
Un prototipo de vehículo blindado con solo orugas (sin ruedas).
Varias compañías extranjeras adquirieron los derechos de explotación de las patentes Citroën-Kégresse:
- Bélgica: FN Herstal
- Francia: Renault, Schneider, SOMUA, Unic
- Gran Bretaña: Burford Motor Truck, Crossley Motors y Morris-Martel
- Italia: Alfa Romeo
- Polonia: PZInż.[3]

La producción total de vehículos Citroën-Kégresse alcanzó o superó ligeramente los 10000 ejemplares.

## Los Cruceros Citroën (1920-1932)
El primer éxito obtenido por el nuevo concepto de tracción Citroën-Kégresse se consigue en febrero de 1921, cuando un semioruga Tipo K1 venció con rotundidad en el Concours de Chars de Montagne convocado por la comisión técnica del l’Automobile Club de France sobre un recorrido en Mont Revard (Savoie). Asimismo se destacaron en concursos organizados en los Alpes y en los Pirineos en febrero de 1922.
André Citroën estaba convencido de que sus semiorugas eran capaces de abrir el mundo, de llegar a cualquier lugar, para demostrarlo organizó y financió tres expediciones que no solo dieron el reconocimiento definitivo a la marca, sino que han pasado a los anales de la historia del automovilismo: la Travesía del Sahara (diciembre de 1920 a enero de 1921), el Crucero Negro (octubre de 1924 a junio de 1925) y, sobre todo, el Crucero Amarillo (de abril de 1931 a febrero de 1932).
Travesía del Sahara
El ingeniero, explorador y en aquel entonces director general de la firma Citroën, Georges-Marie Haardt recibió en 1920 el encargo de André Citroën de atravesar los 3500 km entre Tuggurt, (Argelia) y Tombouctou (Mali). Para ello se emplearon cinco semiorugas modelo K1 (B2) especialmente acondicionados. Estos vehículos atravesaron parte del Sahara en veinte días, aunque solo quince fueron de marcha efectiva y, a continuación, en febrero de 1921 iniciaron el camino de vuelta, por lo que dicha expedición fue un éxito total.
Croisière noire (1924-1925)
El éxito lleva a André Citroën a programar un nuevo crucero mucho más ambicioso, la travesía de África de norte a sur por itinerarios desconocidos. Este crucero tenía finalidades científicas y de exploración, además de conseguir una extraordinaria publicidad para sus automóviles. El objetivo consistía en recorrer los 28000 km entre Colom-Béchar, Argelia y la isla de Madagascar. Para tal expedición se utilizaron ocho semiorugas Tipo P4 T (B2) especialmente modificados.
Crucero Amarillo (1931-1932)
Haardt se plantea en 1928 más como un sueño que como una posibilidad real el abrir un paso de circulación de vehículos por la antigua "Ruta de la Seda" y le propone la idea a André Citroën, que decide financiar el nuevo proyecto. En este nuevo viaje se recorrerán más de 30000 km uniendo las ciudades de Beirut y Pekín, atravesando entre otros lugares el Desierto de Gobi hasta el Río Amarillo, de ahí el nombre de la expedición. En esta ocasión los vehículos que componen este crucero son siete P21, un coche-radio P14 y otros seis P17.
Además la firma prestó tres vehículos P15 N en 1933 al almirante Richard E. Byrd para su expedición a la Antártida

## Galería

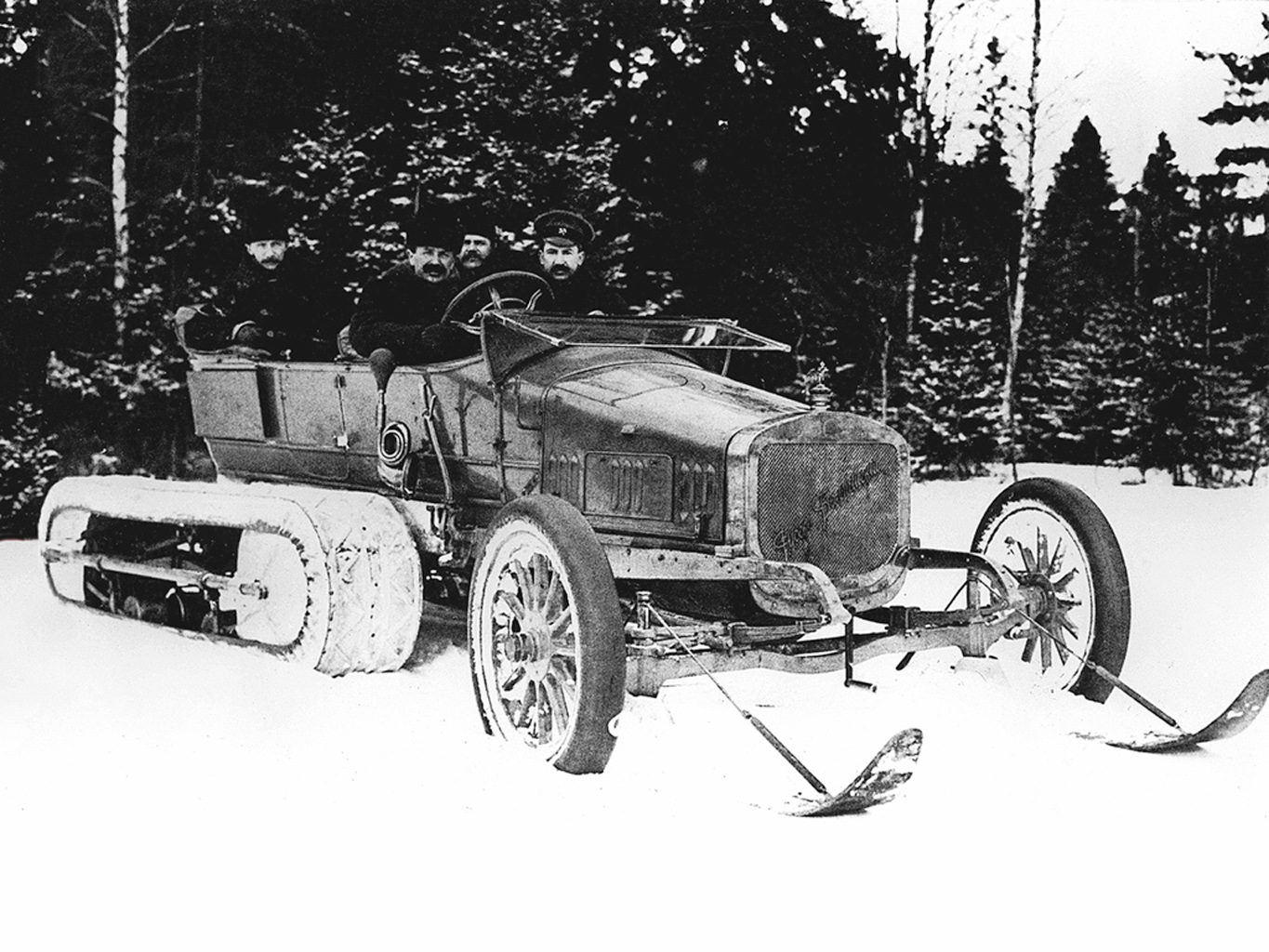
Russo-Balt 24-30 del garaje de Su Majestad Imperial con orugas Kegresse.
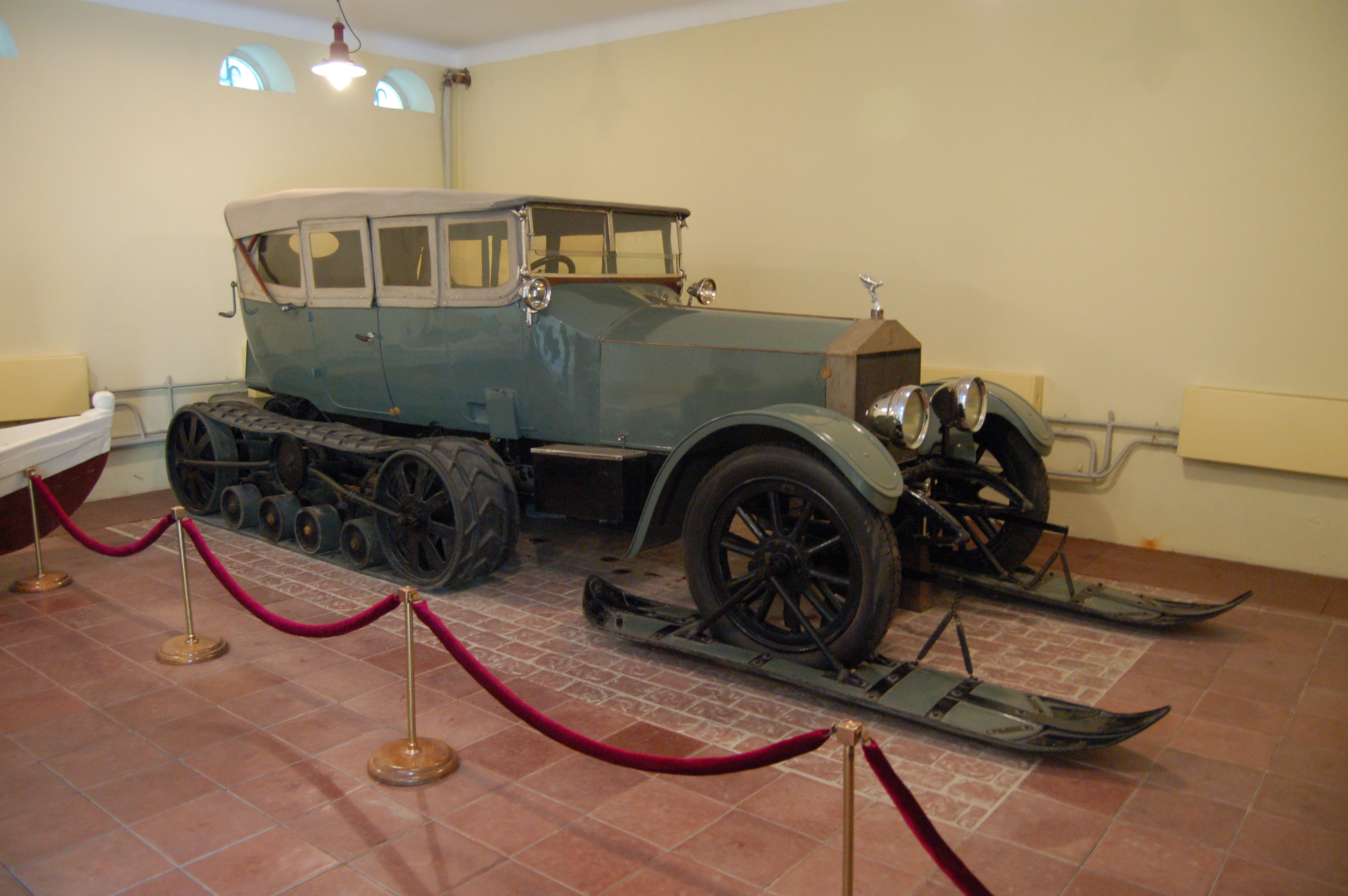
El Rolls-Royce Silver Ghost de Lenin con orugas Kégresse.
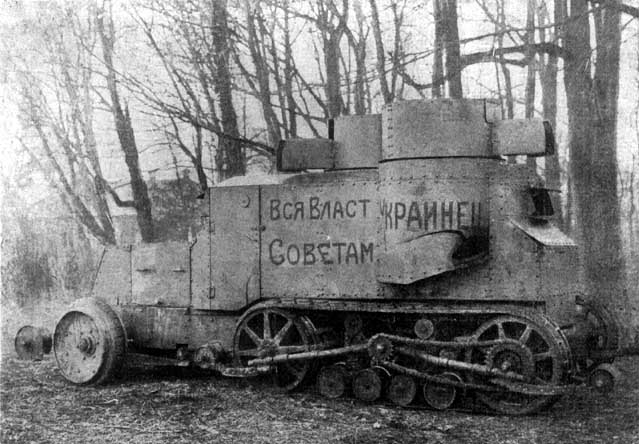
Austin-Kegresse del Ejército Rojo dañado durante la Guerra Polaco-Soviética, 1920.
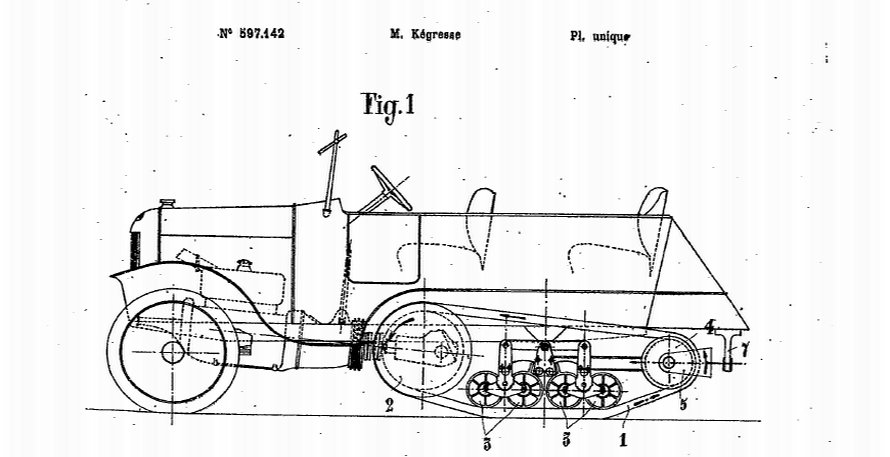
Dibujo de la patente del diseño FR597142 (1924).
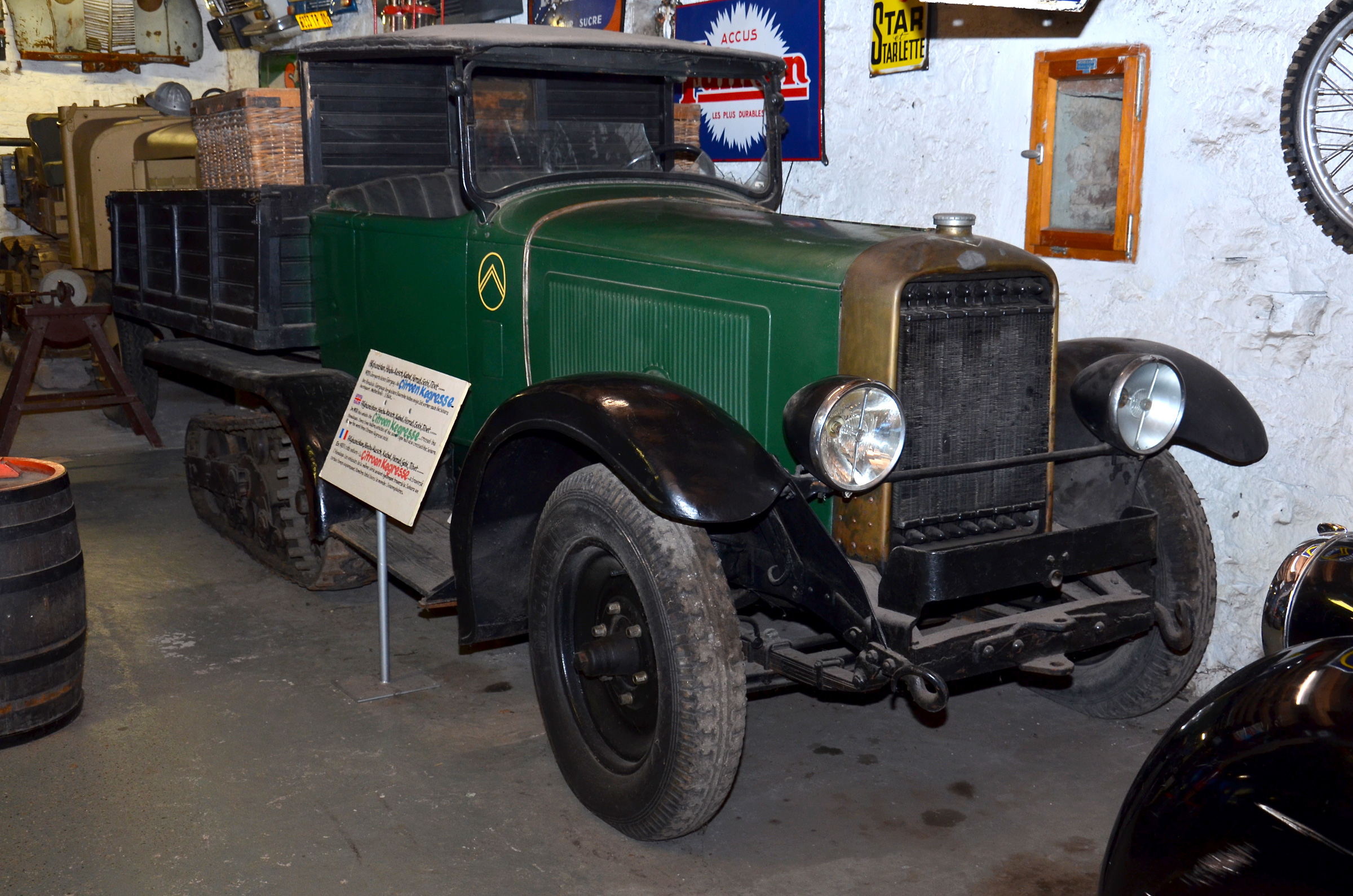
El Citroën-Kégresse del Fahrzeugmuseum Marxzell.
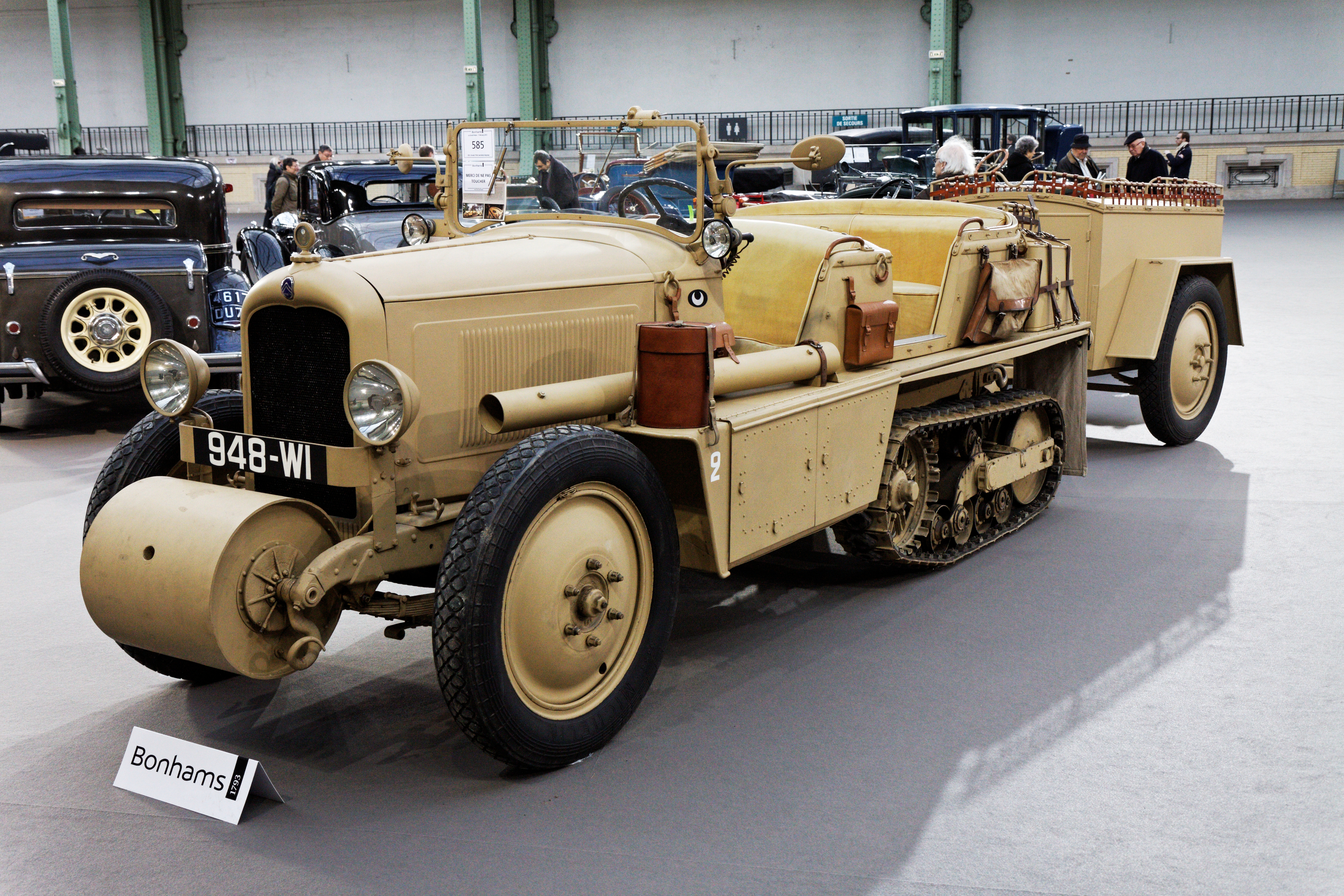
Semioruga Citroën-Kégresse P19B de 1931, basado en un Citroën C4.
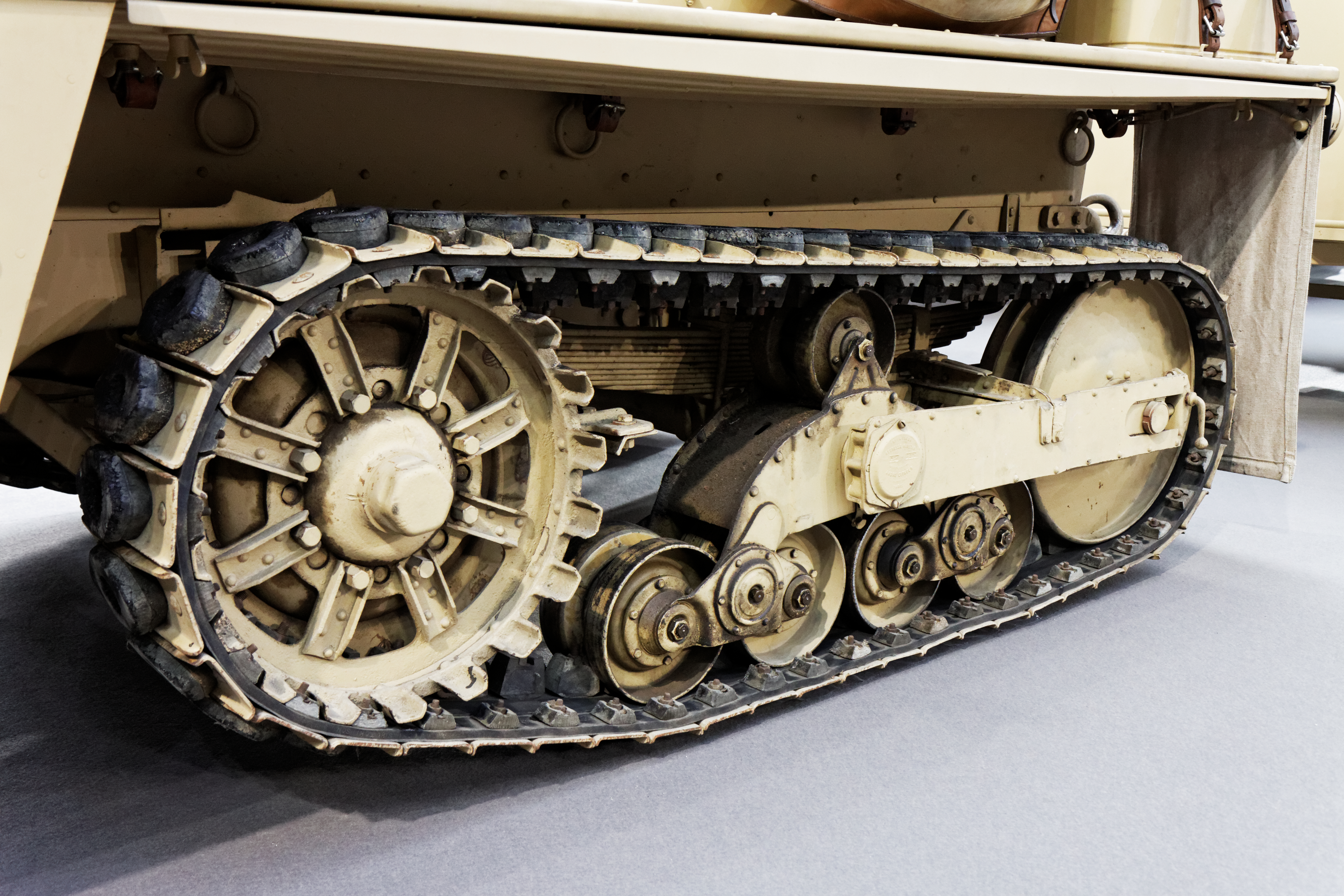
Detalle de sus orugas.
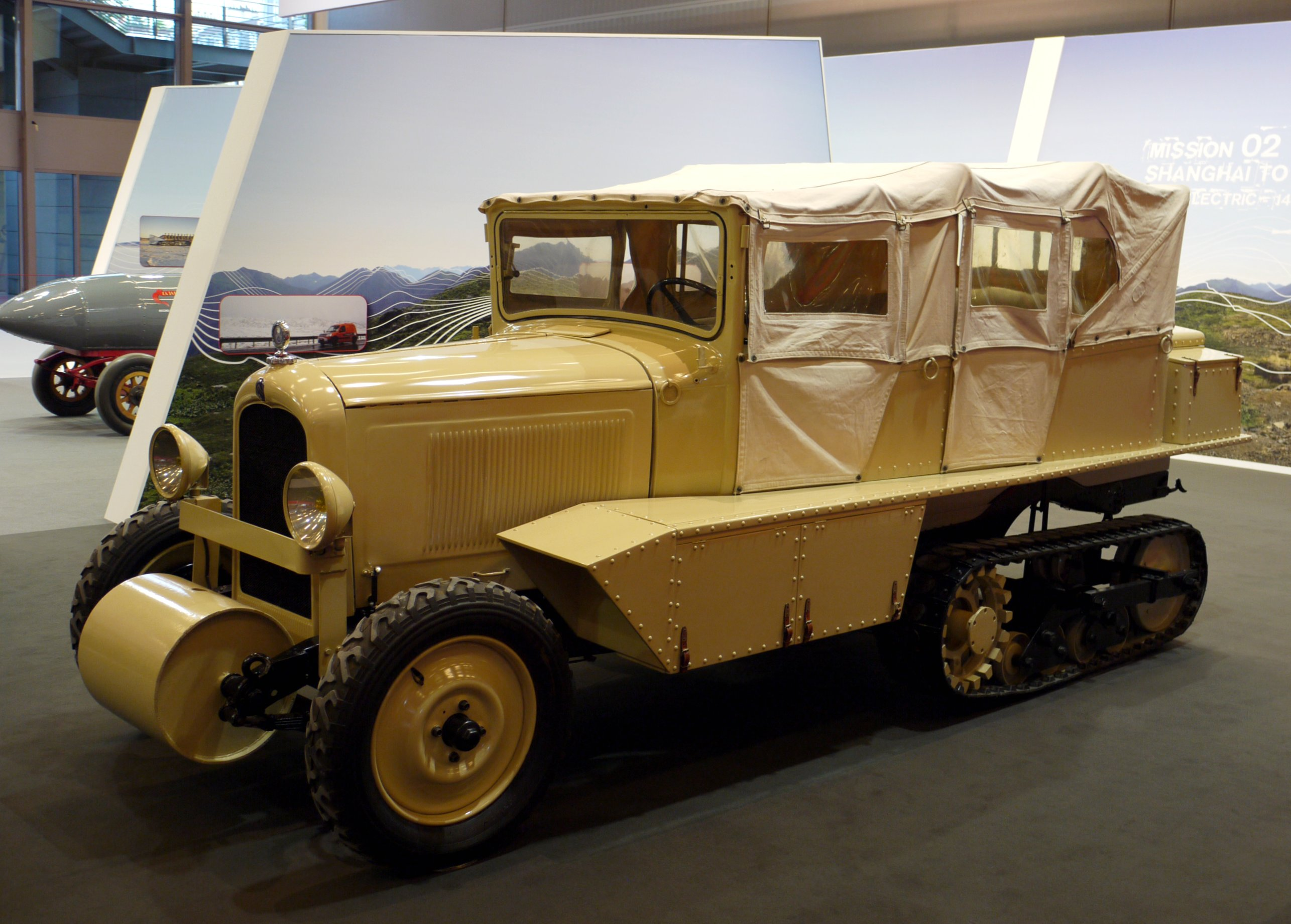
Citroën-Kégresse utilizado en la expedición Crucero Amarillo.
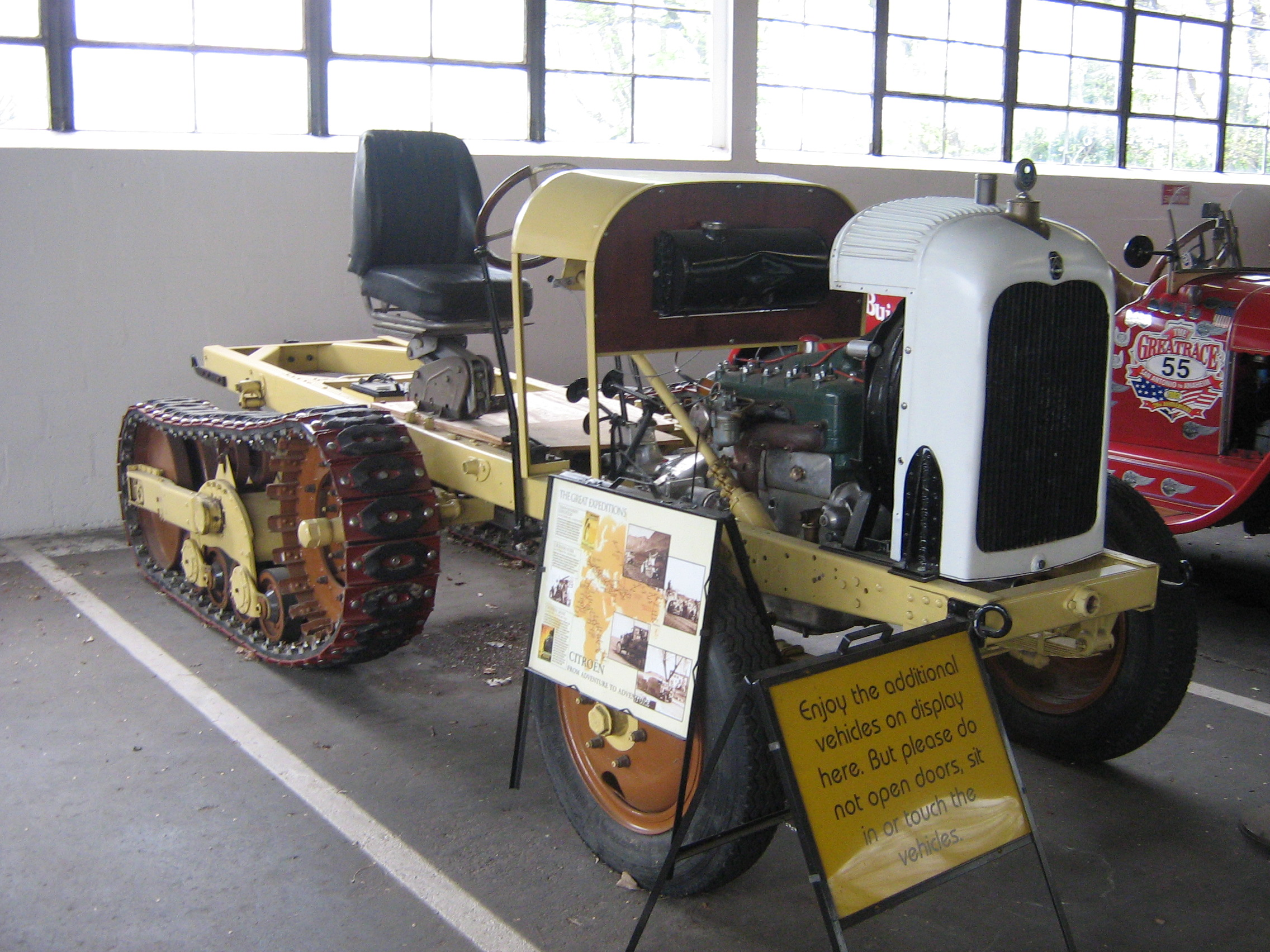
Chasis y motor de un modelo Citroën-Kégresse de 1924 / Lane Motor Museum, Nashville.
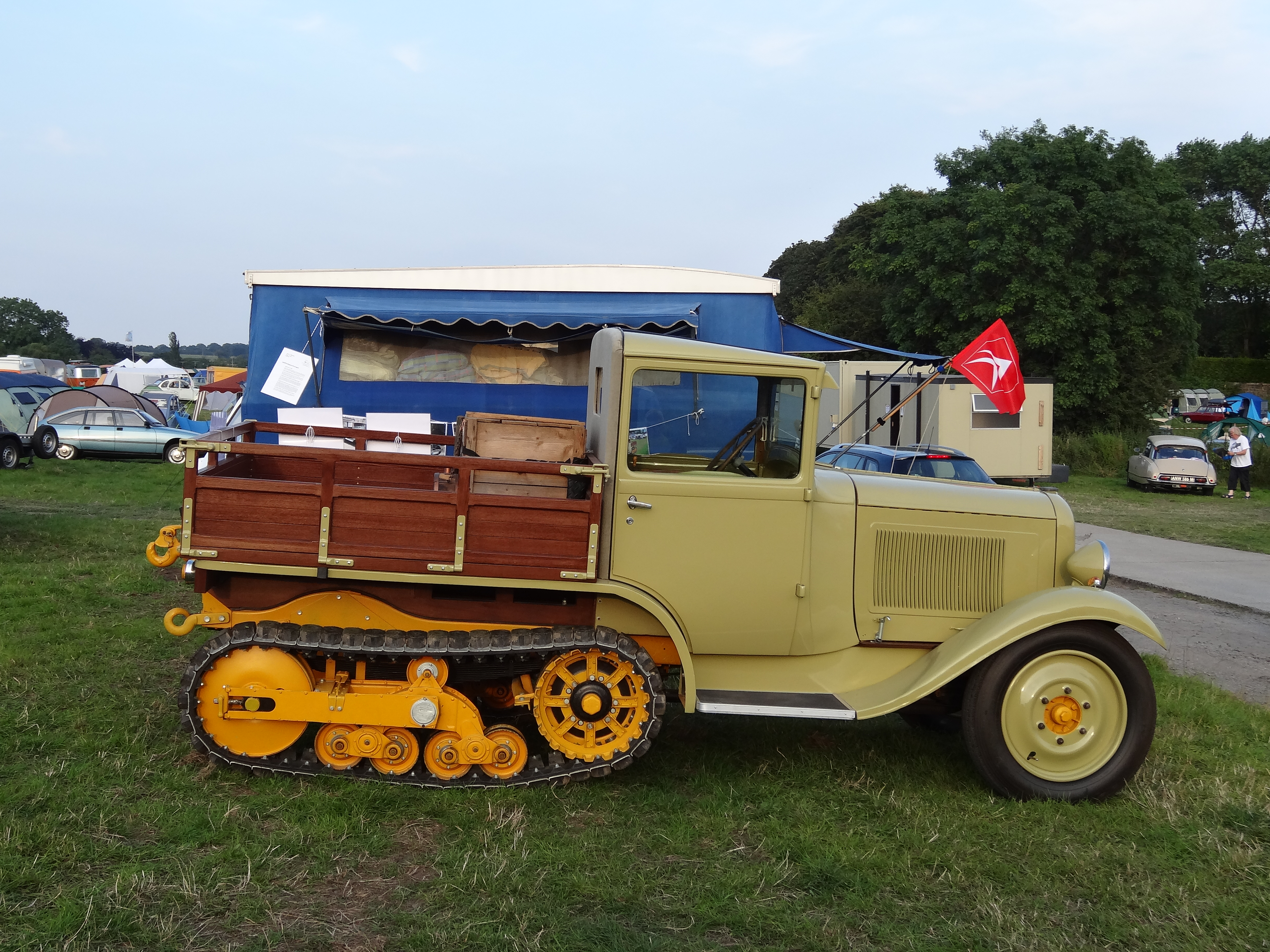
Semioruga Citroën-Kégresse P17 C de 1933, basado en un Citroën C4.
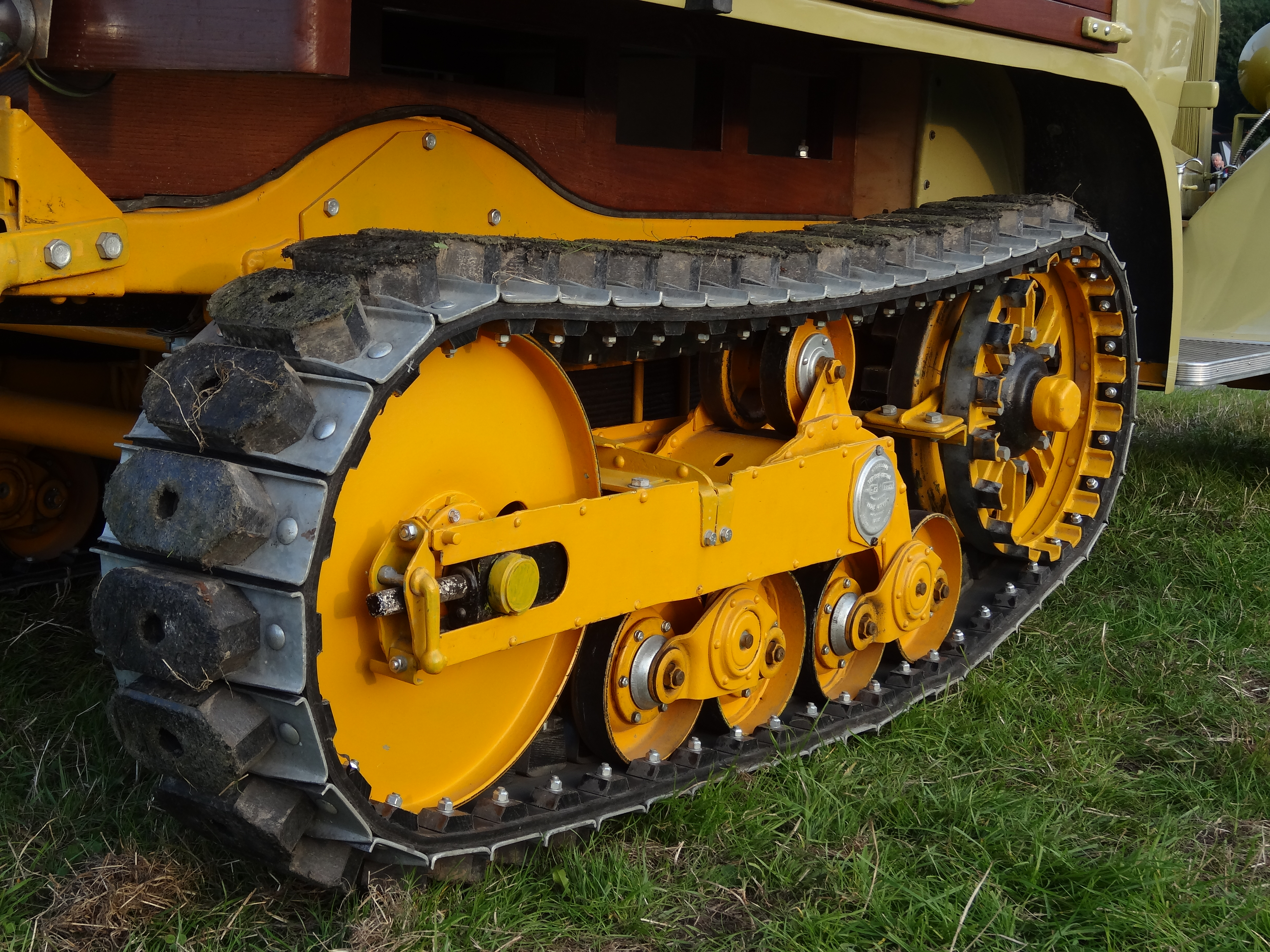
Detalle de sus orugas
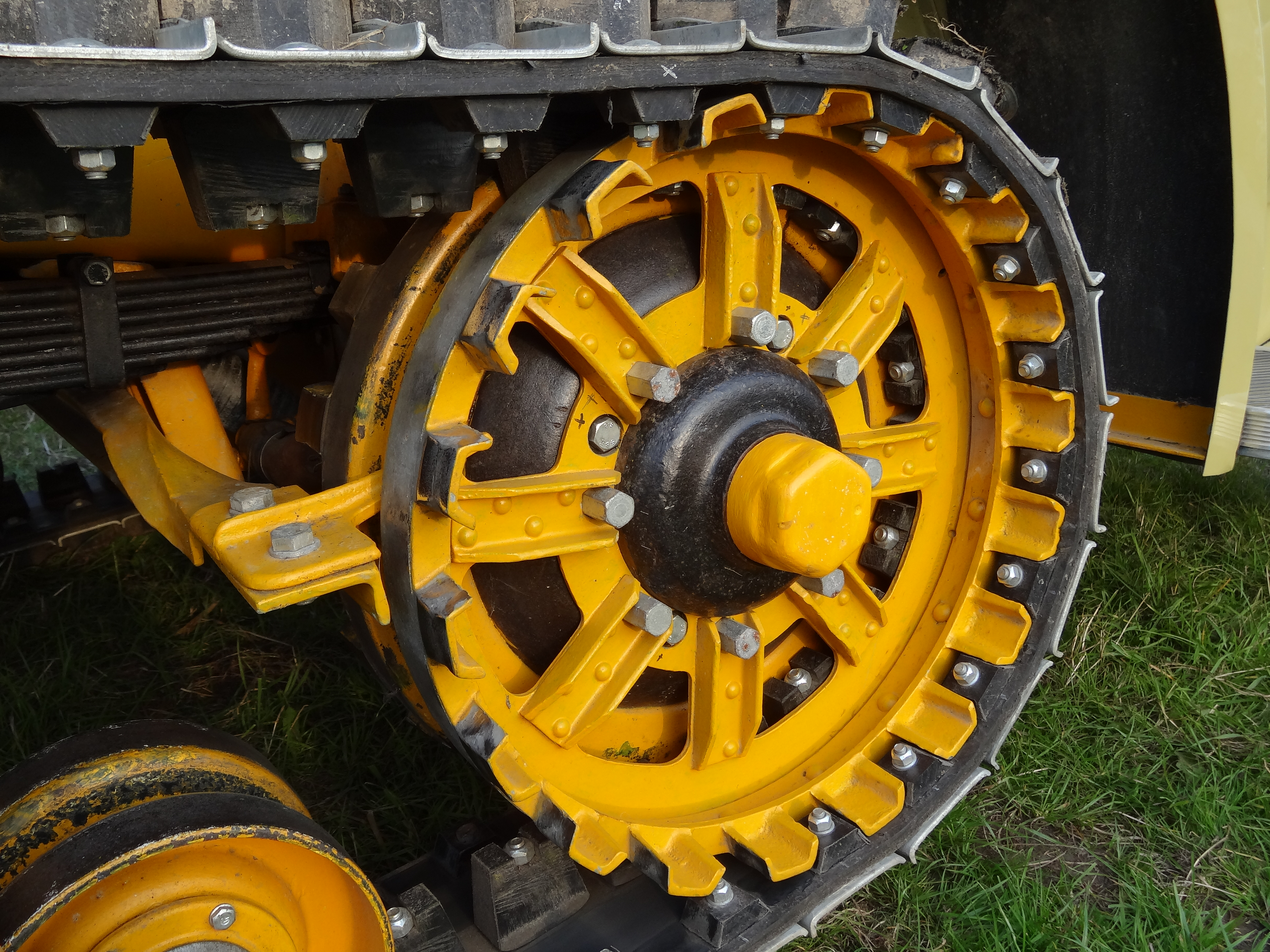
Acercamiento de la rueda impulsora.
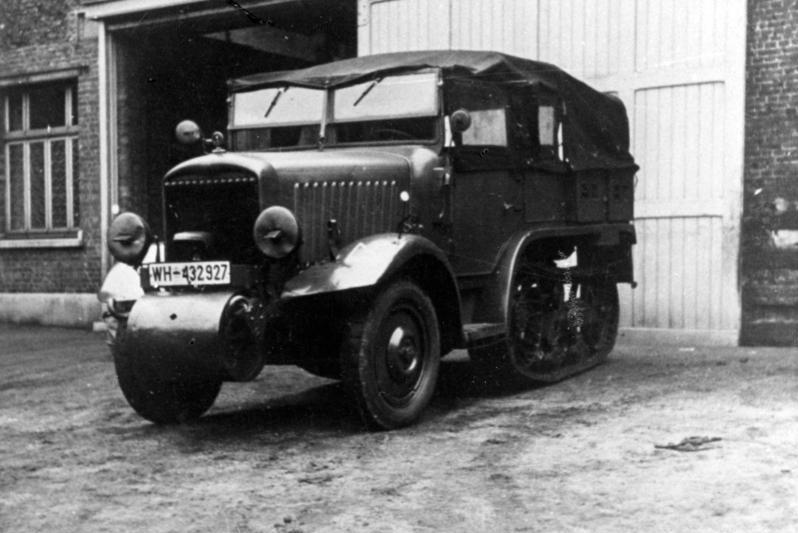
Unic-Kegresse P107 belga capturado y usado por el  Heer.
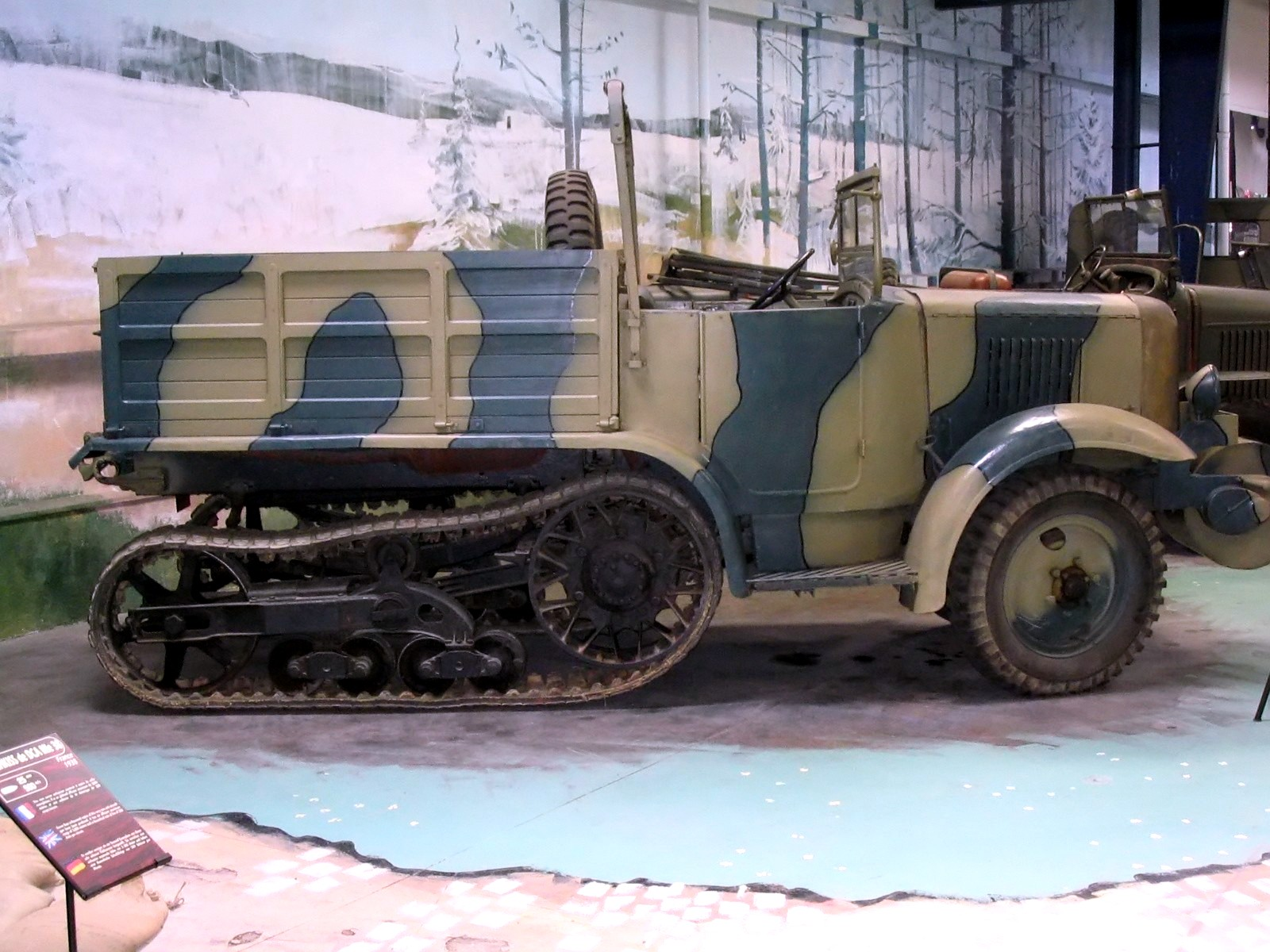
Unic-Kegresse P107 en el Musée des Blindés, Saumur.
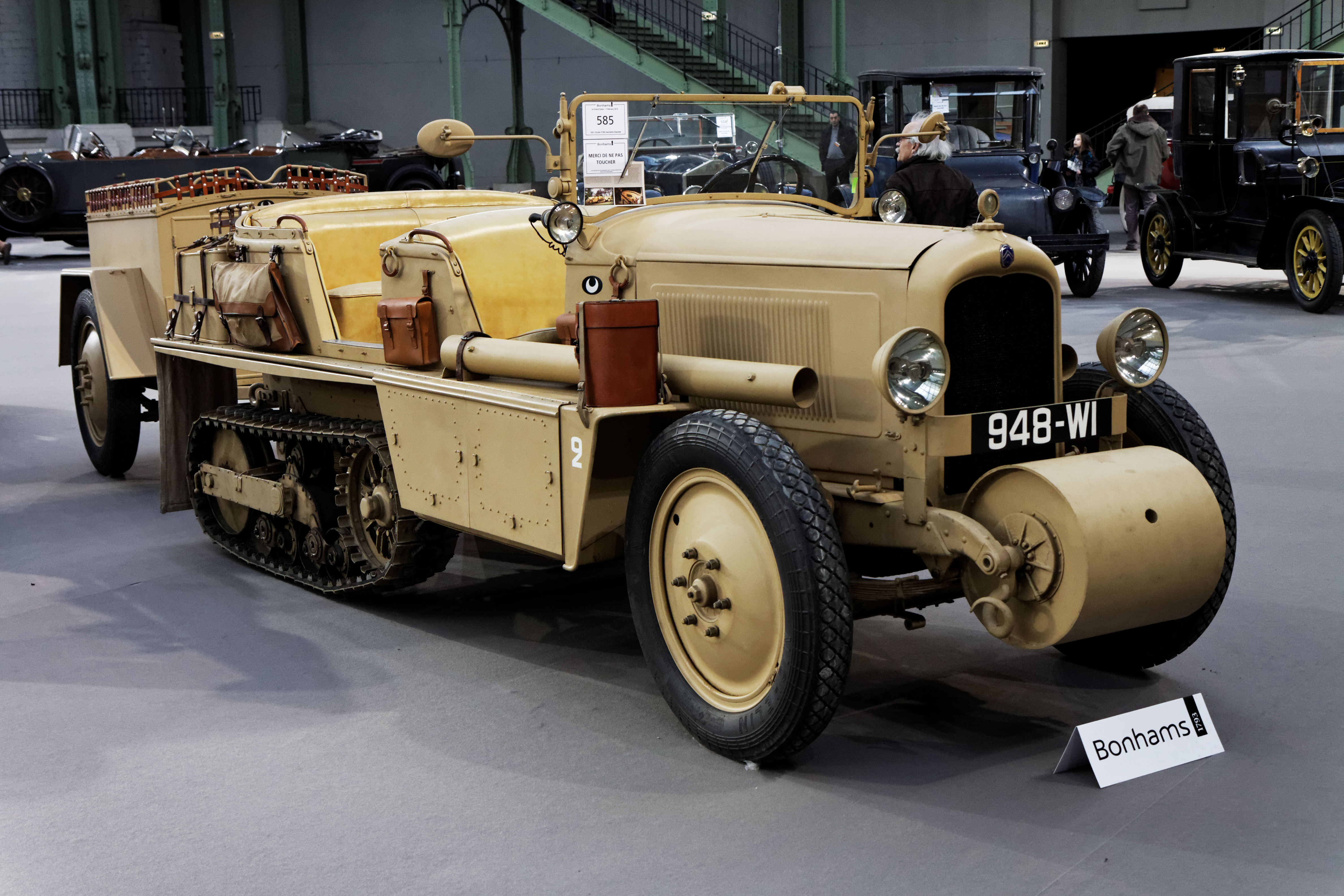
Citroën-Kégresse P19 B de 1931.
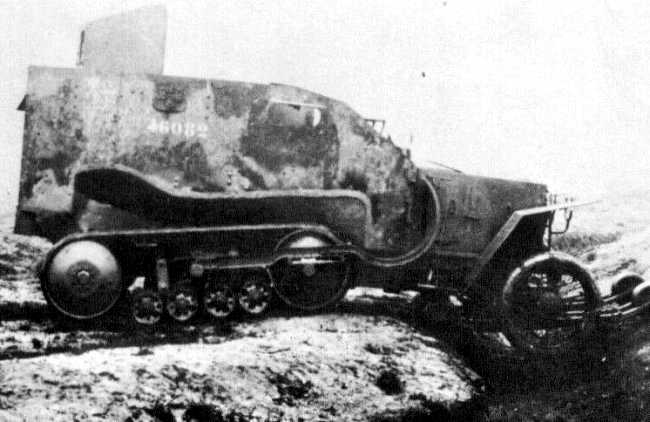
Automóvil blindado Peugeot-Kégresse en evaluación en 1923.
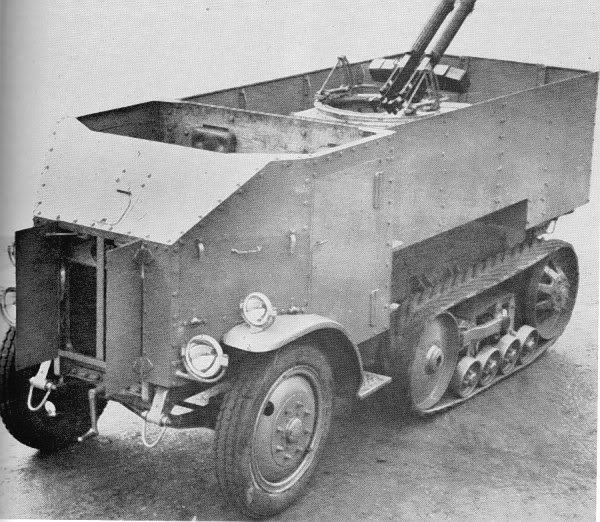
Transporte blindado de personal Burford-Kegresse 30cwt.
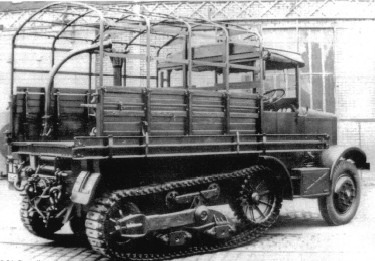
Tractor de artillería Somua MCL-5 en 1939.
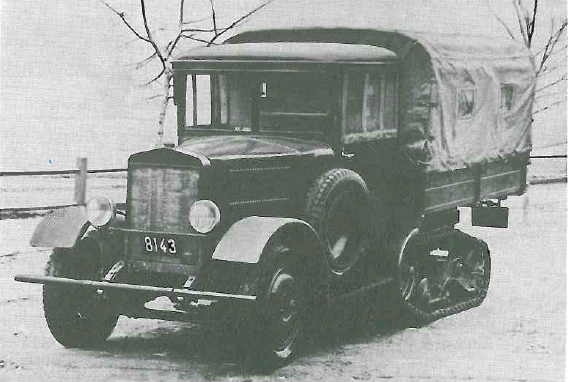
Camión semioruga polaco Samochód wz.34, 1939.
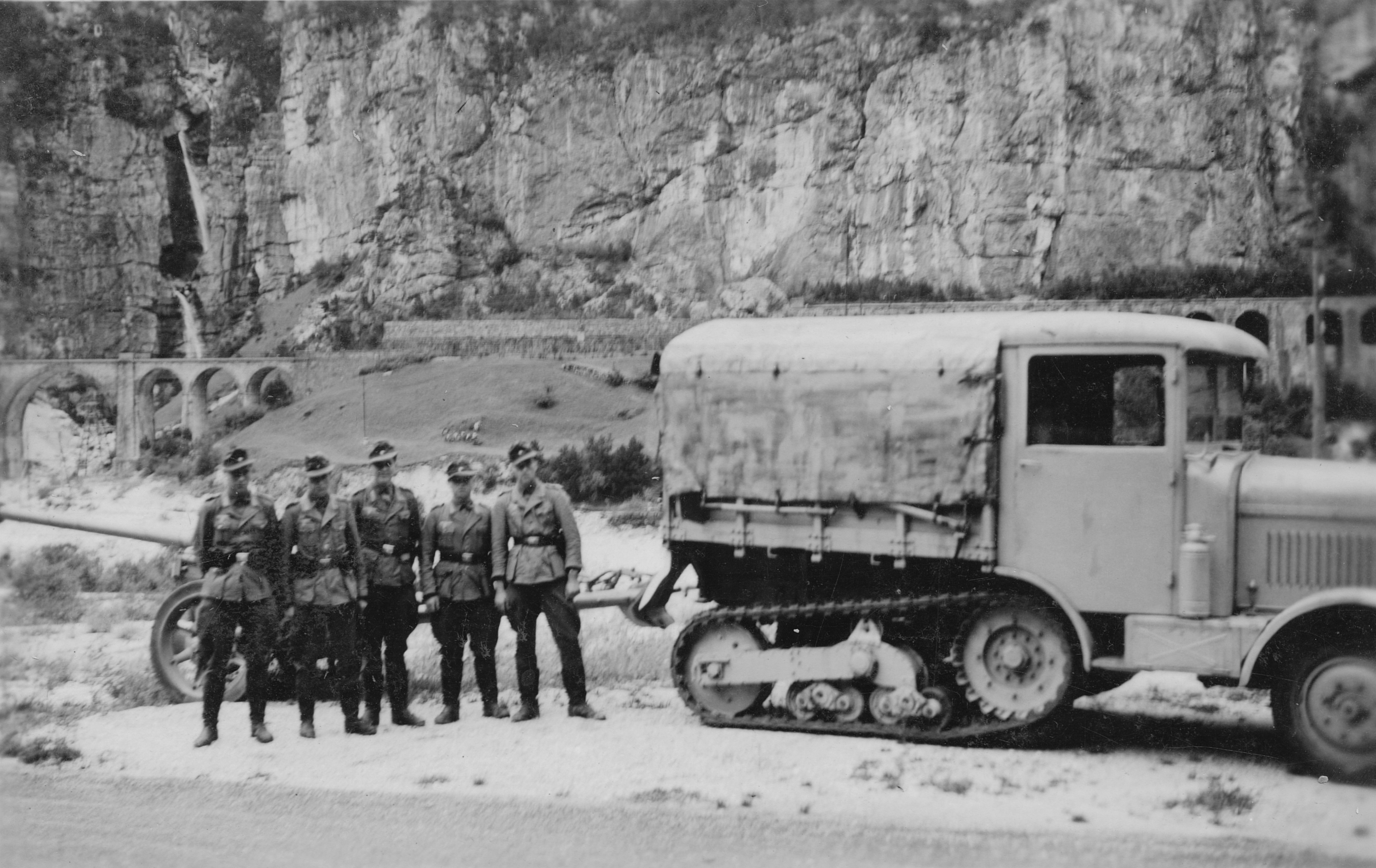
Somua MCG (Leichte Zugkraftwagen S 307 (f)) con un 7,5 cm PaK 40  en el norte de Italia.
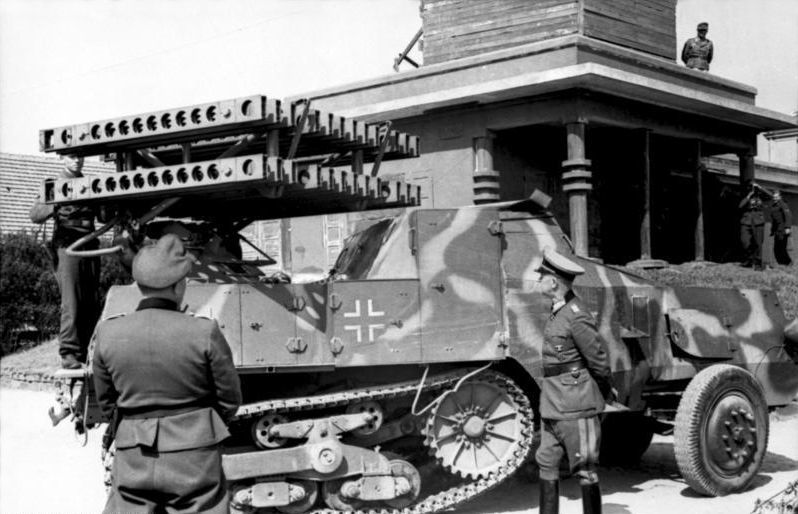
Somua MCG modificado por Alfred Becker con lanzador de cohetes 8 cm Raketen-Vielfachwerfer utilizado por el Waffen-SS.
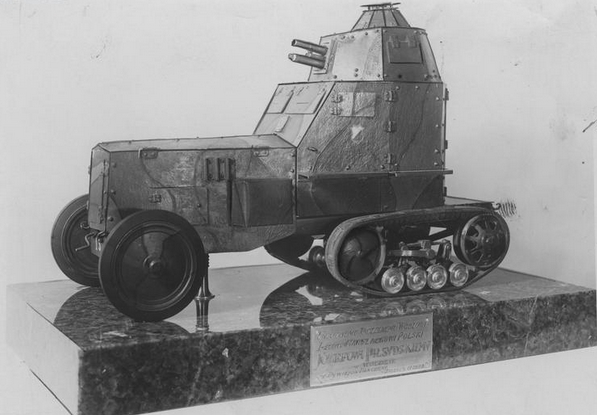
Maqueta del semioruga polaco Samochód pancerny wz. 28, construido sobre chasis Citroën-Kégresse P4 T/ (B2).
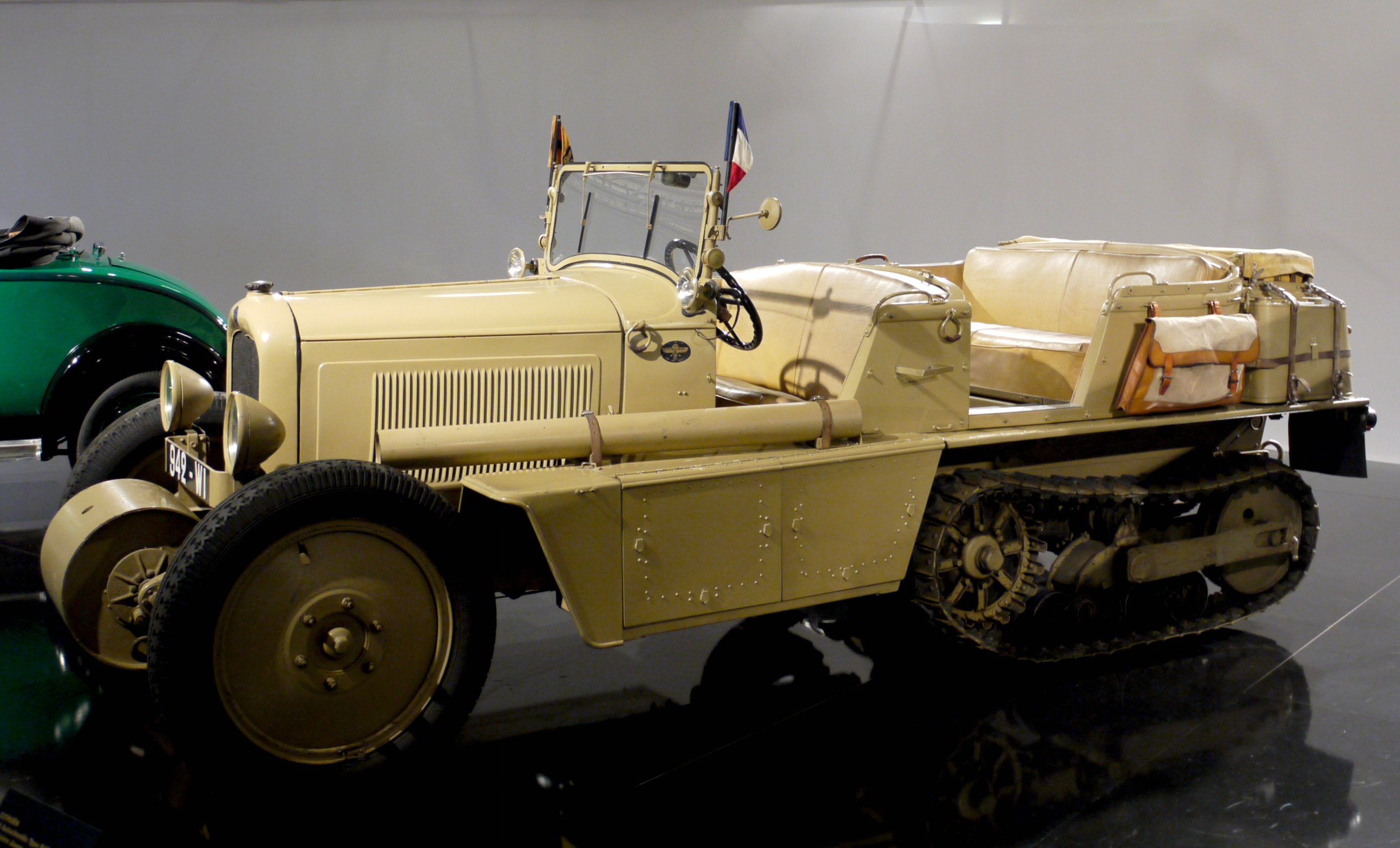
Citroën-Kégresse P17 "Scarabée d'Or III" utilizado en el Croisière Jaune.
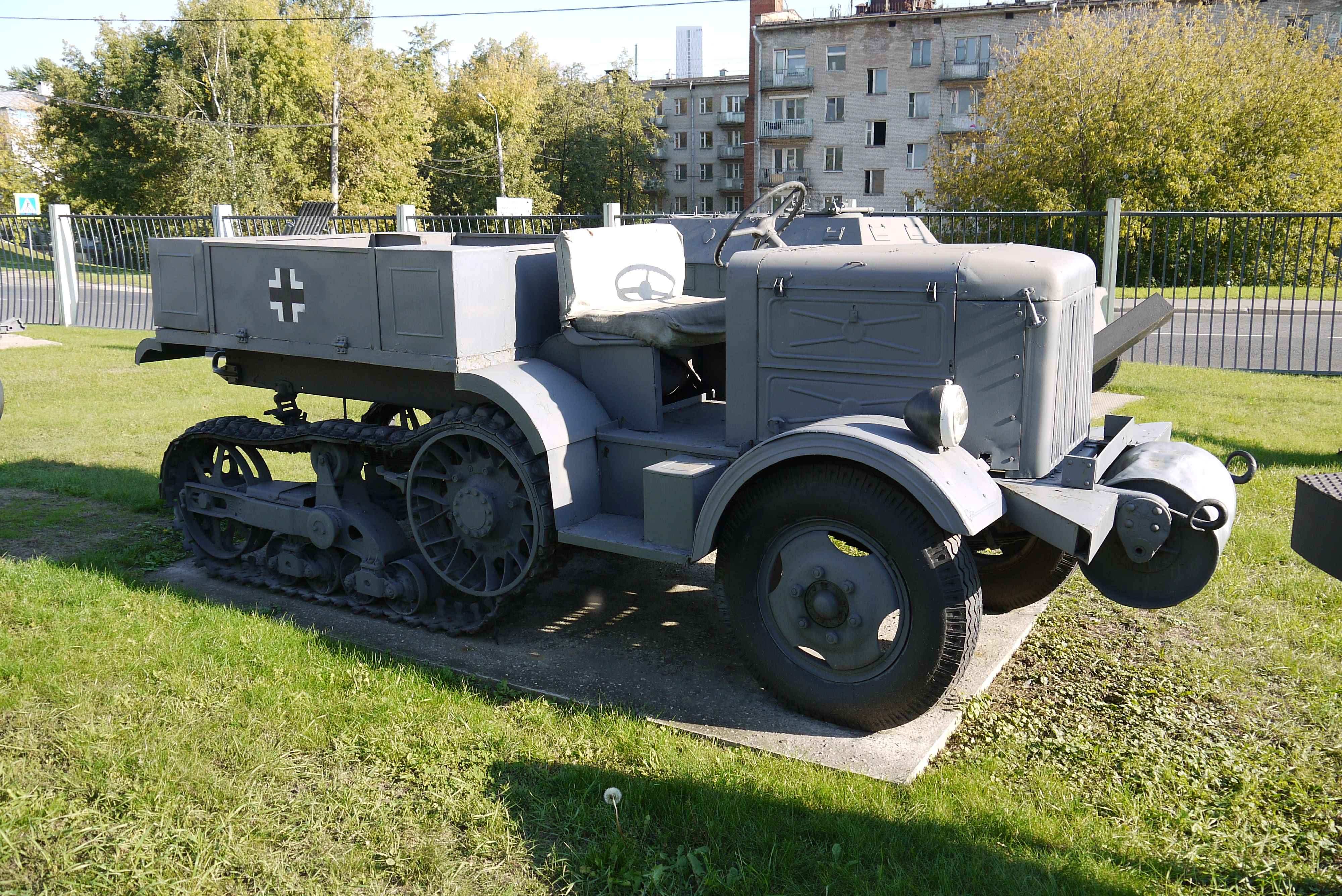
UNIC-Kégresse P107 usado por el Heer, expuesto en el Museo de la Gran Guerra Patriótica, Moscú